# Ballota glandulosissima
Ballota glandulosissima là một loài thực vật có hoa trong họ Hoa môi. Loài này được Hub.-Mor. & Patzak mô tả khoa học đầu tiên năm 1961.